# Cantone di Soustons
Il Cantone di Soustons era una divisione amministrativa dell'arrondissement di Dax.
È stato soppresso a seguito della riforma complessiva dei cantoni del 2014, che è entrata in vigore con le elezioni dipartimentali del 2015.
Comprendeva i comuni di:
- Angresse
- Azur
- Magescq
- Messanges
- Moliets-et-Maa
- Saint-Geours-de-Maremne
- Seignosse
- Soorts-Hossegor
- Soustons
- Tosse
- Vieux-Boucau-les-Bains